# باولو فيتور فيرنانديز بيريرا
باولو فيتور فيرنانديز بيريرا (24 يونيو 1999 بريو دي جانيرو في البرازيل - ) هو لاعب كرة قدم برازيلي في مركز الهجوم. لعب مع نادي ألباسيتي.

## وصلات خارجية
- باولو فيتور فيرنانديز بيريرا على موقع قاعدة بيانات كرة القدم.إي يو (الإنجليزية)
- باولو فيتور فيرنانديز بيريرا على موقع Soccerway.com (الإنجليزية)